# Levantamiento del velo
El levantamiento del velo societario o desestimación de la personalidad jurídica (también llamada Doctrina del Alter Ego) consiste en la inoponibilidad de la personalidad jurídica por parte de los socios y la consecuente obligación de los mismos al cumplimiento de las obligaciones de la misma. Esto supone una excepción a la regla general del derecho de limitación de responsabilidad de los socios con respecto a las deudas de la sociedad de la que son partícipes (limitada normalmente a la participación o cantidad invertida) y permite a los tribunales de justicia prescindir de la forma externa de la persona jurídica y alcanzar a las personas que se encuentran por detrás. 
Esta doctrina nació en Estados Unidos a comienzos del siglo XIX.
El levantamiento del velo trata de corregir los abusos que se producen cuando la personalidad jurídica de la sociedad se utiliza como cobertura para eludir el cumplimiento de obligaciones consiguiéndose un resultado injusto o perjudicial para terceros y contrario al ordenamiento jurídico.

## Origen de la responsabilidad limitada
Las sociedades existen, en parte, para blindar a sus accionistas de las responsabilidades por deudas que pudiesen producirse en la gestión de la sociedad. Antes de la invención, durante el siglo XVII, de la figura mercantil de la sociedad limitada cualquiera de los socios podía responder de las deudas de la sociedad. En esa época se produjo la necesidad de afrontar grandes inversiones, para lo cual era necesaria la movilización de capitales inmensos; sin embargo los capitalistas eran renuentes a invertir su dinero por la posibilidad, si el negocio fracasaba, de responder de la totalidad de la deuda social.
En la actualidad el reconocimiento de las personas sociales con personalidad jurídica propia permite que se movilicen enormes capitales que se invierten en los más variados proyectos. Los accionistas no tienen responsabilidad por las pérdidas de la sociedad; dicho de otra manera: no responden de las obligaciones que terceros ostenten contra la sociedad. De igual manera, los agentes, directivos y empleados de la sociedad no son responsables de las pérdidas de la sociedad, puesto que si tuviesen que responder de las deudas estarían menos dispuestos a realizar su trabajo.

## Regulación por países

### Argentina
En aquellos casos en que la sociedad ha sido utilizada para violar la ley o la buena fe, o para frustrar derechos de terceros o para obtener bienes ajenos a la sociedad, el juez puede romper el velo de esa sociedad, dejar de lado la personalidad y penetrar en la realidad, atribuyendo a quienes actúan detrás de ésta la responsabilidad solidaria e ilimitada por los actos antijurídicos realizados.
En Argentina la inoponibilidad de la persona jurídica encontró regulación primeramente en la Ley 19550 (Ley General de Sociedades) en su artículo 54 in fine, indicando el mismo que:

La actuación de la sociedad que encubra la consecución de fines extrasocietarios constituya un mero recurso para violar la ley, el orden público o la buena fe o para frustrar derechos de terceros, se imputará directamente a los socios o a los controlantes que la hicieron posible, quienes responderán solidaria e ilimitadamente por los perjuicios causados.

Posteriormente, el nuevo Código Civil y Comercial añade en su artículo 144 una solución casi idéntica anterior citado:

Inoponibilidad de la personalidad jurídica. La actuación que esté destinada a la consecución de fines ajenos a la persona jurídica, constituya un recurso para violar la ley, el orden público o la buena fe o para frustrar derechos de cualquier persona, se imputa a quienes a título de socios, asociados, miembros o controlantes directos o indirectos, la hicieron posible, quienes responderán solidaria e ilimitadamente por los perjuicios causados.

Lo dispuesto se aplica sin afectar los derechos de los terceros de buena fe y sin perjuicio de las responsabilidades personales de que puedan ser pasibles los participantes en los hechos por los perjuicios causados.

### Chile
En Chile la doctrina del levantamiento del velo tuvo su primera acogida en materias vinculadas al derecho laboral. Se utilizó para permitir que los trabajadores pudieran hacer efectivos sus derechos más allá de la formas jurídicas utilizadas por la empresa. Luego, sin embargo, ha tenido una acogida creciente en materias de derecho privado. Autores han planteado los diversos fundamentos que pueden invocarse para la aplicación de este instituto en dicha jurisdicción. Existen trabajos también reseñando el estado de la jurisprudencia sobre la materia. De particular relevancia es el caso "Megasalud".

### España
En ocasiones los administradores de una sociedad realizan actuaciones abusivas mediante la instrumentación fraudulenta de la autonomía patrimonial societaria. Para la represión de estas situaciones el derecho sanciona a los integrantes de la sociedad mediante la aplicación de la técnica de origen anglosajón de desentenderse de la personalidad jurídica autónoma de la sociedad ("disregard of legal entity") y deducir que las consecuencias de los actos jurídicos se extienden a los administradores; también se habla de levantar la máscara, pero, sobre todo de habla de levantar el velo (“to lift the veil”) de la persona jurídica, frase que se ha consagrado en la práctica judicial española.
Con esta técnica se pretende que las personas jurídicas con forma societaria no sean un refugio ante el que se detienen los principios fundamentales del derecho y el principio de la buena fe o, dicho en términos negativos, se trata de impedir la existencia de un ámbito donde impere la simulación, el abuso de derecho y el fraude; en definitiva de poner de relieve que la persona jurídica no puede colisionar con el ordenamiento económico y social.
La técnica del levantamiento del velo no pretende socavar la seguridad jurídica de las instituciones societarias que los ciudadanos crean en el uso de sus derechos legítimos, sino que proscribe el uso en propio beneficio de quienes utilizan la forma societaria para fines extraños o contrarios a los que justifican la figura jurídica.